# Aeródromo de Espíritu Santo
El aeródromo de Espíritu Santo (OACI: MSES) es un aeródromo que sirve al pueblo de Espíritu Santo en el departamento de Usulután en El Salvador. La pista de aterrizaje está ubicada al lado de la bahía de Jiquilisco.
El VOR-DME de El Salvador (Ident: CAT) está ubicado a 58,9 kilómetros al del oeste-noroeste del aeródromo.